# Religião no Império Otomano
Durante os primeiros séculos de controle sobre os Balcãs pelo Império Otomano, a população cristã, e especialmente cristãos ortodoxos (que não estavam sob a proteção de um Grande Poder deste tempo, como eram os católicos, até o crescimento do Império Russo), comandou vários degraus de tolerância, ambos dos locais das autorias Otomanas e do Sultão.
O Império Otomano era, em princípio, tolerante aos cristãos e judeus, mas não pelos politeístas, em conformidade com a Lei de Sharia. As conversões obrigatórias são contra a lei de Sharia, e não eram uma prática normal, então não eram praticadas. Apesar dessas situações serem antigas desde a época da formação do Império Otomano, eram tolerâncias otomanas que foram, particularmente, úteis comparadas pela situação contemporânea na Europa.